# Cry, The Beloved Country
Cry, the Beloved Country és una novel·la de l'autor sud-africà Alan Paton. Va ser publicada per primera vegada a Nova York el 1948 per Charles Scribner's Sons i, a Londres, per Jonathan Cape. El protagonista és Stephen Kumalo, un sacerdot anglicà negre de la província rural de Natal, que busca el seu fill Absalom a la ciutat de Johannesburg.
S'han fet dues adaptacions del llibre al cinema: la primera el 1951 i la segona el 1995. També es va fer una adaptació com a musical, anomenat Lost in the Stars (1949), escrit per Maxwell Anderson i amb música de Kurt Weill. L'any 2012 es va tornar a produir a la Glimmerglass Opera de New York sota la direcció de Tazewell Thompson.
A Catalunya, la primera edició en català es va fer el 1964 publicada per Club Editor. La traducció va anar a càrrec de Ramon Planes. El 2011 es va decidir fer-ne una nova edició, mantenint gairebé íntegra la traducció de Planes.

## Argument
La novel·la comença a la fictícia població de Ndostheni, prop d'Ixopo (Sud-àfrica), on el sacerdot negre Stephen Kumalo reb una carta d'un altre sacerdot, Theophilus Msimangu, des de Johannesburg. Msimangu demana a Kumalo que vagi ràpidament a la ciutat per ajudar a Gertrude, germana de Kumalo, ja que aquesta es troba greument malalta. Kumalo va cap a Johannesburg per ajudar-la i, també, trobar el seu fill Absalom, qui va marxar fa temps a la ciutat per buscar Gertrude i mai més va tornar. El llarg viatge cap a la ciutat serveix perquè Kumalo vegi, per primera vegada, les meravelles del món modern.
Quan arriba a la ciutat, Kumalo descobreix que Gertrude viu al voltant del món de la prostitució, i també que s'ha abandonat a l'alcohol. El sacerdot aconsegueix convèncer a la seva germana perquè torni amb ell i el fill petit de la noia. Solucionat el cas de la germana, Kumalo decideix començar la recerca del seu fill. El primer que fa és visitar al seu germà John, un fuster que s'ha involucrat en afers polítics a Sud-àfrica. Així, comença la tasca de trobar Absalom, que sembla que va canviant de llar. Acompanyat de Msimangu, van seguint la pista del jove, descobrint que ha estat en un reformatori i que ha tingut un fill amb una noia. Finalment, Kumalo descobreix que Absalom ha estat detingut per assassinat. La víctima és Arthur Jarvis, qui va morir durant un fallit intent de robatori a casa seva. Jarvis era un enginyer i activista blanc per la justícia racial, a més a més del fill del veí de Kumalo a Ndostheni, James Jarvis.
Paral·lelament, Jarvis llegeix que el seu fill ha mort, decidint viathar amb la seva família a Johannesburg. Ell i el seu fill tenien una relació força distant, de manera que no és fins a la mort del seu fill que James comença a conèixer-ne la manera de pensar, llegint diversos articles que aquest havia escrit en vida. Després de llegir els assajos d'Arthur, Jarvis decideix seguir amb el treball començat pel seu fill en favor de la població negre de Sud-àfrica.
Absalom és sentenciat a mort per l'assassinat d'Arthur Jarvis; abans del retorn de Stephen Kumalo a Ndostheni, Absalom es casa amb la jove amb qui ha tingut el fill. La noia se n'anirà a viure a casa dels Kumalo. Stephen torna llavors cap a casa amb la seva filla política, descobrint que a l'últim moment Gertrude ha fugit, desapareixent de les seves vides.
Quan tornen a ser a Ixopo, Kumalo fa una futil visita al cap de la tribu per discutir els diversos canvis que s'haurien de fer per millorar la situació del poble. L'ajuda arriba, de totes maneres, quan James Jarvis s'involucra en aquestes tasques. Jarvis financia la construcció d'una presa i contracte a un enginyer agrícola natiu per implementar els nous mètodes de conreu.
La novel·la acaba al matí de l'execució d'Absalom; els pares que lluiten per la regeneració de la terra es troben, devastats per la mort dels seus respectius fills, però units.

## Personatges
- Stephen Kumalo: Un sacerdot natiu que intenta buscar la seva família a Johannesburg; després, intentarà evitar la desintegració de la seva tribu.
- Theophilus Msimangu: Sacerdot de Johannesburg que ajuda a Kumalo a trobar el seu fill Absalom.
- John Kumalo: Germà de Stephen, qui renega del sistema tribal i es converteix en orador del moviment racial de la ciutat; és fuster.
- Absalom Kumalo: Fill de Stephen, qui abandona la família per trobar a Gertrude; acaba malvivint a Johannesburg i assassinant Arthur Jarvis.
- Gertrude Kumalo: La germana petita de Stephen, que es converteix en prostituta a Johannesburg i s'abandona a una vida dissoluta.
- James Jarvis: Ric terratinent el fill del qual, Arthur, és assassinat. Acaba convençut de la culpabilitat dels blancs en l'augment de la criminalitat i perdonant la família Kumalo.
- Arthur Jarvis: Assassinat per Kumalo, és fill de James Jarvis. Tot i que no surt durant la novel·la, es descriu la seva activitat relativa a la llibertat racial, explicantse que era un conegut activista en pro de les llibertats dels negres.
- Mr. Carmichael: Advocat d'Absalom, que agafa el seu cas Pro deo (per Déu), que en aquest cas vol dir gratuïtament.
- Pare Vincent: Un sacerdot anglès que ajuda a Stephen durant la novel·la.
- Sra. Lithebe: Una senyora nativa que acull a Stephen a casa seva durant la seva estada a Johannesburg.
- Els Harrisons: El pare i el fill representen l'oposició que hi havia dins de la societat blanca davant del problema racial. El pare, que és el sogre d'Arthur, representa la visió tradicional, mentre que el fill representa la visió més liberal.
- La Noia [esposa d'Absalom]: Una noia menor d'edat, embarassada d'Absalom, qui finalment acaba casant-s'hi.

## Temes tractats
Cry, the Beloved Country és una protesta social contra les estructures de poder de la societat que permetia l'Apartheid. Paton va intentar donar una visió imparcial i objectiva de les dicotomies que això implicava: d'una banda els blancs es veuen afectats pels crims natius, mentre que de l'altra els negres pateixen inestabilitat social i moral per culpa del trencament del sistema tribal. Mostra com molts dels problemes de Sud-àfrica eren la degradació de les terres reservades per als natius, el qual és considerat sovint com el tema principal de l'obra, la desintegració de la comunitat tribal, la criminalitat nativa i l'emigració de les zones rurals a les urbanes.